# Липа американська (пам'ятка природи)
Ли́па америка́нська — ботанічна пам'ятка природи місцевого значення в Україні. Розташована в межах міста Львова, на вулиці Мушака, 54 (територія 4-ї міської лікарні). 
Площа 0,05 га. Статус надано 1984 року. Перебуває у віданні 4-ї міської клінічної комунальної лікарні. 
Статус надано з метою збереження одного екземпляра липи американської (Tilia americana), ендеміка Північної Америки. 